# Bill Amor
William George Amor (6 tháng 11 năm 1919 – 1 tháng 5 năm 1988) là một cầu thủ bóng đá nghiệp dư người Anh đại diện cho Great Britain tại Thế vận hội Mùa hè 1948, có 1 lần ra sân. Mặc dù ông dành phần lần sự nghiệp ở bóng đá non-league với các đội bóng như Huntley & Palmers và Metropolitan Police, Amor lại có 66 lần ra sân ở Football League cho Reading từ 1947 đến 1952.